# Skånetrafiken
Skånetrafiken est une entreprise suédoise chargée des transports en commun en Scanie. Elle est détenue par le comté de Scanie, et a son siège à Hässleholm, avec un siège secondaire à Lund. L'entreprise a été fondée en 1999 par la fusion des entreprises de transport des comtés de Kristianstad et de Malmöhus, du fait de l'union de ces comtés pour former le comté de Scanie.